# Quercus morehus
Quercus morehus är en bokväxtart som beskrevs av Albert Kellogg. Quercus morehus ingår i släktet ekar, och familjen bokväxter.
Artens utbredningsområde är Kalifornien. Inga underarter finns listade.